# Nossa Senhora de Absam
Nossa Senhora de Absam é um título católico para a Virgem Maria, associado a aparição mariana no ano de 1797, na vila austríaca de Absam. Ao contrário das aparições marianas tradicionais, diz-se que esta manifestação da Virgem deixou uma lembrança permanente na forma de uma imagem gravada em uma vidraça, sem uma aparição física. A própria vidraça tem sido associada a inúmeros milagres e curas.
Em 24 de junho de 2000, o papa São João Paulo II designou a Igreja de São Miguel em Absam – lugar onde a imagem está atualmente entronizada – uma basílica menor (atualmente conhecida como Basilika St. Michael), devido à sua popularidade como local de peregrinação católica.

## A aparição
Em 17 de janeiro de 1797, entre 3:00 e 4:00 da tarde, uma garota de 18 anos chamada Rosina Buecher estava sentada à mesa de jantar e costurando. Sem nenhuma intervenção específica, Buecher foi levada a olhar pela janela perto dela, onde estranhas marcas pareciam ter aparecido na janela por conta própria. A garota chamou sua mãe para ver o fenômeno incomum e, juntas, olharam para o rosto gravado na janela e concluíram que era o da Virgem Maria. Na imagem, a Virgem parecia estar chorando, pois uma lágrima podia ser notada saindo de seu olho direito. Os vizinhos e o pároco foram sumariamente chamados à casa de Buecher para ver a janela por si mesmos.
As razões para o aparecimento permanecem uma questão de especulação. Uma teoria que tem sido levantada é que a mãe de Rosina suspeitou que fosse uma premonição sombria, já que tanto seu marido quanto seu filho, Johann – irmão de Rosina – trabalhavam nas minas de sal. Por outro lado, também se acredita que a imagem era, na verdade, um sinal positivo, prometendo o retorno seguro dos dois homens para casa. Ambos os homens de fato retornaram para casa após escaparem por pouco de um acidente de trabalho.

## Relato de Johann Buecher

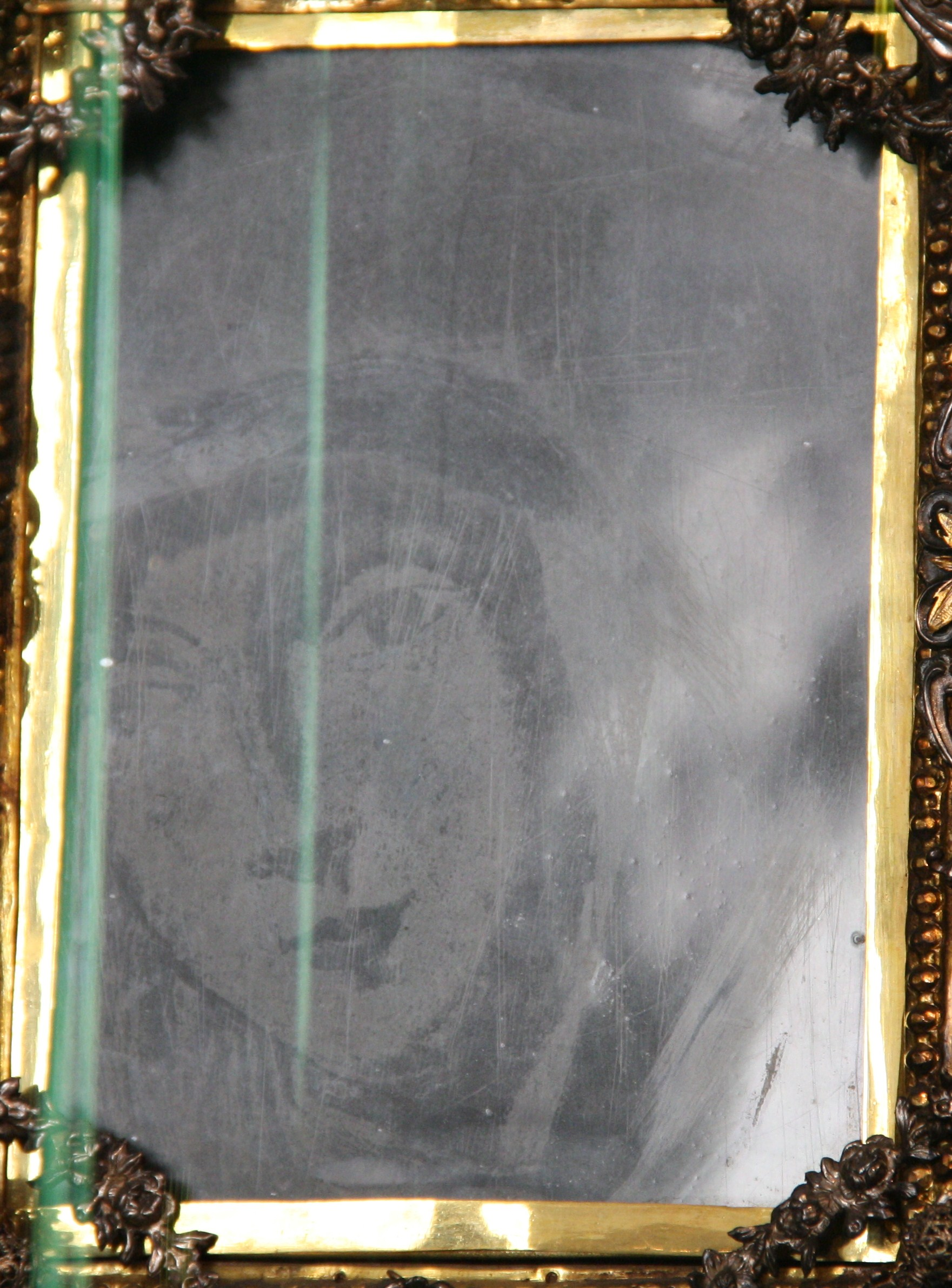
A imagem impressa em 17 de janeiro de 1797 na janela da casa de Rosina Buecher

Já na velhice, Johann Buecher relatou a seguinte versão da aparição em 1857:
Em 17 de janeiro de 1797, minha irmã, uma moça adulta (18 anos), chamada Rosina, estava sentada à mesa perto da janela, no quarto térreo, costurando. Então – entre 3 e 4 horas – ela de repente olhou para cima e viu o que nunca tinha visto antes: desenhada em uma vidraça, uma imagem de Maria, a Mãe de Deus. Ela chamou sua mãe, que também estava presente, mas em outra parte do quarto. Mamãe correu e, a princípio, ficou bastante assustada ao ver a imagem da Santíssima Virgem, pois pensou que um acidente pudesse ter acontecido com papai ou comigo na mina de sal onde trabalhávamos. Ela disse à irmã Rosanna que deveríamos rezar; e foi o que aconteceu. Depois de rezarem, a mãe limpou a imagem com um pano, pois achou que estava embaçada, mas veja, mal a limpou, e ela voltou exatamente como antes. A aparição da imagem ocorreu numa terça-feira, e na quinta-feira eu e meu pai voltamos para casa. perfeitamente bem da montanha. Olhamos com alegria e espanto para o que havia acontecido. Em 17 de janeiro de 1797, eu estava no meu 16.º ano e guardei na memória tudo o que aconteceu naquele dia."

## Exame da vidraça

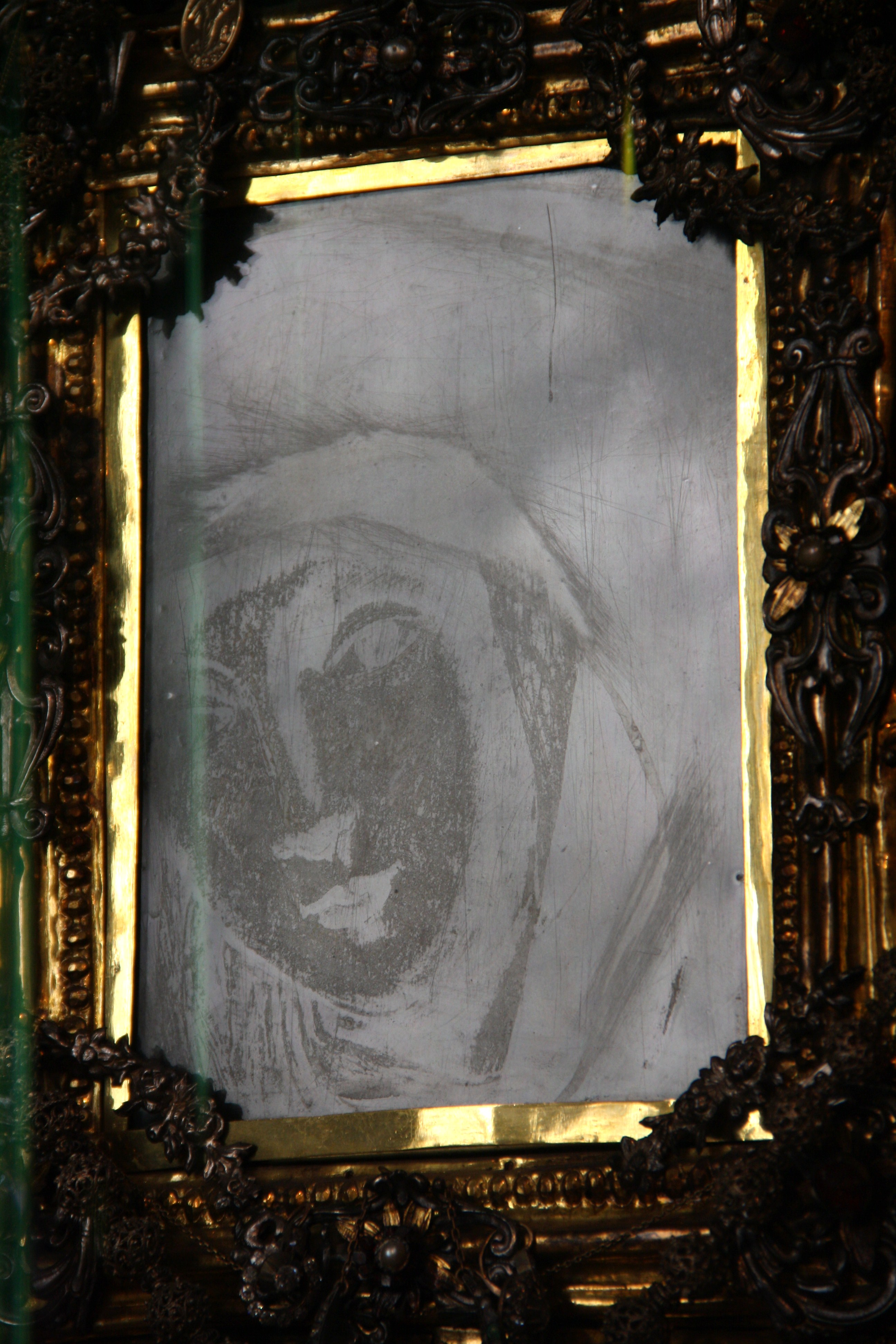
Um ângulo diferente da vidraça milagrosa

O pároco levou a vidraça para um exame mais aprofundado por especialistas logo após sua remoção da casa. Eles descobriram que, assim que a vidraça era submersa em água, a imagem desaparecia, mas reaparecia novamente. Tentativas de testar quimicamente e tratar a janela com areia e ácido foram inúteis, e a imagem da Virgem Maria permaneceu permanentemente na janela.
Uma comissão da Universidade de Innsbruck foi criada para investigar o assunto e era composta por dois professores de química, um matemático, o pintor Joseph Schöpf e dois mestres vidraceiros. A comissão concluiu que a aplicação de produtos químicos, fricção física e até mesmo um polidor de espelhos com polidor não conseguiram apagar a imagem. Um dos dois vidraceiros tentou então remover a imagem com um abrasivo. Com a aplicação de um polidor de chumbo, o vidro supostamente se tornou transparente e a imagem desapareceu, levando a comissão a relatar: "Como resultado da investigação, uma causa bastante natural deve ser presumida e, portanto, a imagem não deve ser considerada um milagre."

## Teorias por trás da criação da imagem

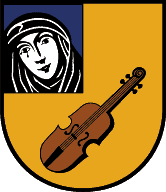
O brasão de armas de Absam, que representa com destaque Nossa Senhora de Absam em seu canto superior esquerdo

Uma teoria por trás da origem da gravura é que ela pode ter sido obra de um jovem chamado Georg Johannes Stebenbauer, filho rico de um pintor proeminente. Dizia-se que Stebenbauer amava Rosina Buecher e queria pintar uma pintura dela, o que Buecher supostamente permitiu que ele fizesse, mas apenas com a condição de que ela não o notasse. Como alternativa, ele decidiu capturar o reflexo de Buecher colando um pedaço de papel embebido em uma substância não especificada, feita para reagir à luz, na janela de Buecher. Stebenbauer esperava que ela olhasse ansiosamente para fora da janela, supostamente como sempre fazia, e capturasse seu reflexo dessa maneira. Depois de remover o papel quimicamente tratado da janela, ele não conseguiu que a imagem do reflexo dela aparecesse no papel. Se verdadeiro, esse método de imagem teria sido anterior à invenção formal da fotografia em aproximadamente 25 anos. A notícia da imagem incomum na janela de Buecher logo se espalhou por Absam, e Stebenbauer teria deixado Innsbruck em desespero, pois Buecher aparentemente renunciou ao mundo como freira e entrou para um convento. Mais tarde, ela assumiu o nome de "Maria Walburga".

## Peregrinação e Basílica

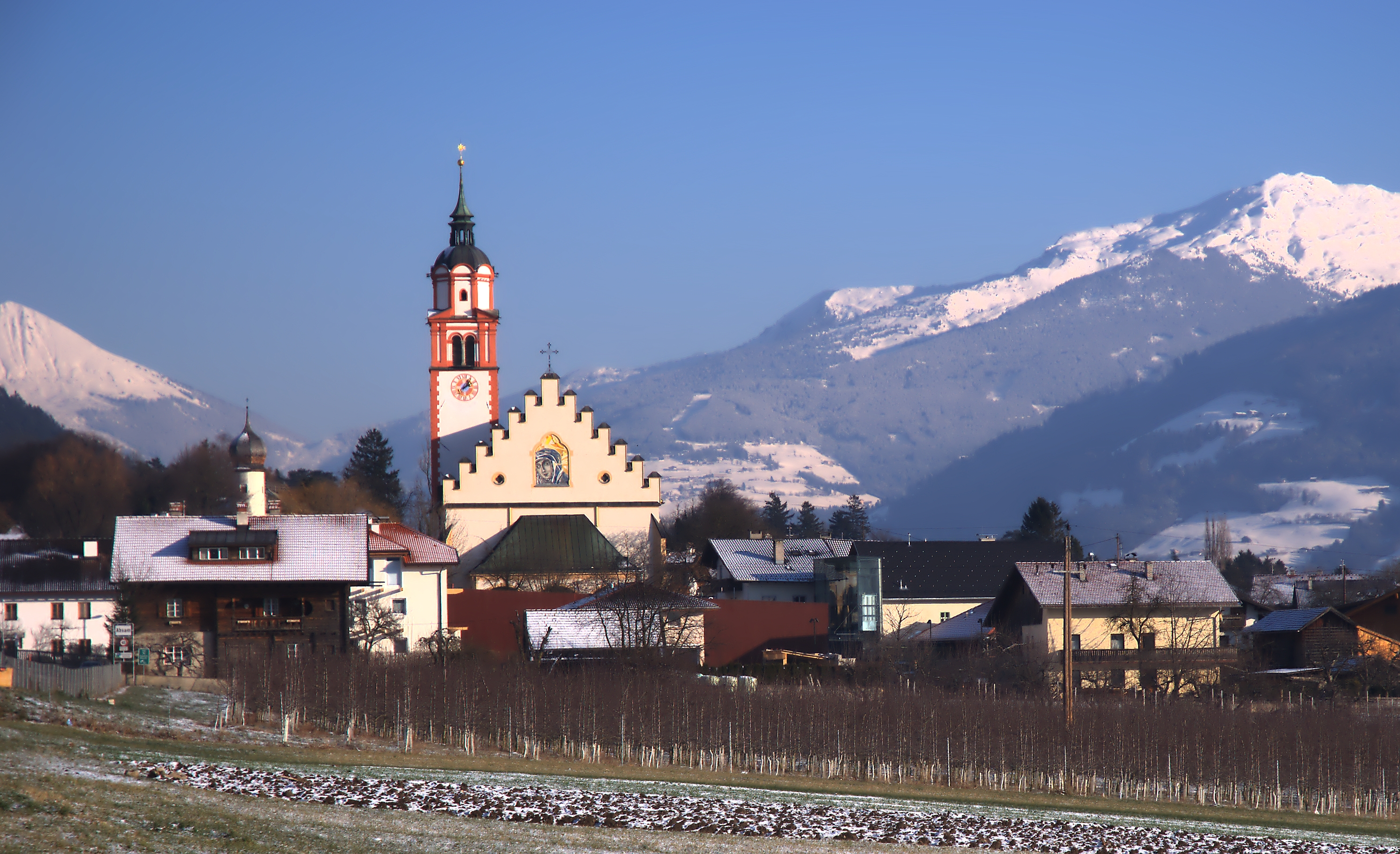
A Basílica Menor de São Miguel em Absam, Áustria

O painel foi devolvido à família Buecher, mas posteriormente doado à Igreja de São Miguel em 24 de junho de 1797, para veneração. Para incentivar a família a doar a vidraça à igreja, os moradores teriam dito: "Onde o Filho fica, deve haver um lugar para a Mãe também". Uma procissão festiva em reverência à Virgem foi realizada no mesmo dia, repleta de sinos e celebrações. Em 24 de junho de 2000, por ocasião do 203.º aniversário da entronização oficial da vidraça na igreja, o Papa João Paulo II designou a Igreja de São Miguel em Absam como uma basílica menor.